# Годас, Никос
Никос Го́дас (греч. Νίκος Γόδας; 1921, Кидониес, Балыкесир — 19 ноября 1948, Лазарето, Kerkyra Municipal Unit) — греческий футболист, участник Сопротивления в годы тройной, германо-итало-болгарской, оккупации Греции и декабрьских боёв 1944 года в Афинах против британской армии и её греческих сотрудников.
Является кумиром болельщиков футбольного клуба «Олимпиакос» и, одновременно, одним из героев многотысячного Пантеона Коммунистической партии Греции.

## Детские и юношеские годы
Никос Годас родился в 1921 году в малоазийском городе Кидониес (Айвалык), находившемся тогда, согласно условиям Севрского мирного договора, под греческим контролем.
После того как турки прорвали фронт и избегая всеобщих гонений и резни греческого населения, затеянных кемалистами, семья перебралась на близлежащий остров Лесбос, а затем на остров Крит.
В конечном итоге семья обосновалась в районе Никея города Пирей, основанном греческими беженцами из Малой Азии. Среди обездоленных беженцев стала преобладать левая идеология, в силу чего район стал более известен под именем Коккинийа (Κοκκινιά — от красного цвета краски), нежели под своим официальным именем.
Никос с братьями создал под своим домом таверну «Арапчата» (см Негритята -« Τα Αραπάκια»).
Никос играл на струнных инструментах, был увлечён музыкальным течением Ребетика, которое в тот период было гонимым режимом генерала Метаксаса.
В силу этого, в таверне братьев играли такие известные представители этого течения как Маркос Вамвакарис и Василис Цицанис.

## Футбольная карьера
Годас с малого возраста увлёкся футболом и начал играть в любительской команде Никеи.
Начало Второй мировой войны и оккупация не стали препятствием для его страсти к футболу.
В оккупацию его приняли в пирейский футбольный клуб «Олимпиакос».
В 1942 году он уже был нападающим клуба.
В декабре 1943 года он был одним из протагонистов в победе со счётом 5-2 над, вечным противником пиреотов, афинским клубом «Панатинаикос» в «Рождественском кубке».

## Сопротивление
Но страна была под оккупацией и Годас, будучи уже членом Коммунистической партии, принял участие в Движении Сопротивления, в составе 5-й роты городского 1-го корпуса Народно-освободительной армии Греции (ЭЛАС).
Уже с 1943 года городские отряды ЭЛАС практически контролировали многие районы Афин и Пирея, в то время как оккупанты и их сотрудники ограничивались налётами на эти районы.
В марте 1944 года, будучи уже капитаном, Годас возглавил 5-ю роту городского 1-го корпуса ЭЛАС в боях против оккупантов и их сотрудников, совершивших масштабную операцию против Никеи.
В октябре 1944 года, при оставлении немцами греческой столицы, 5-я рота, возглавляемая Годасом приняла участие в боях за спасение от разрушения городской инфраструктуры в Пирее и Пераме, в частности электростанции в Керацини.

## Декабрьские бои
В декабре 1944 года рота Годаса приняла участие в боях городских отрядов ЭЛАС против британских войск и их греческих союзников, среди которых были и бывшие сотрудники оккупантов.
Рота Годаса воевала против англичан в прибрежном пирейском районе Драпецона, где городские отряды ЭЛАС успешно блокировали высадившуюся здесь 5-ю индийскую бригаду:142.
16 декабря рота приняла участие в тяжёлом бою за холм Святого Ильи:224 и 23 декабря вновь в бою за Драпецону:230.
30 декабря рота Годаса приняла участие в обороне района вокруг «кладбища Воскресения» в Пирее, а затем, после успешной контратаки, вновь овладела им:236.
В ходе этих боёв рота Годаса понесла тяжёлые потери.
В начале января, по приказу командования, Годас отвёл свою роту, вместе с другими городскими отрядами ЭЛАС, к городу Ламия, а затем в горы Тимфристос, где его рота была включена в состав 36-го регулярного полка ЭЛАС, готовясь к длительной партизанской войне.
Однако руководство компартии и ЭЛАС пошлο на компромисс и подписало Варкизское соглашение.

## После Варкизского соглашения
После Варкизского соглашения, Никос Годас вернулся в Пирей, где был арестован и осуждён на, так называемом, «Процессе убежища Коккинии» (Δίκη του ασύλου της Κοκκινιάς).
Первоначально был заключён в тюрьму на острове Эгина (где играл в футбол в команде заключённых).
Был переведен в афинскую тюрьму «Авероф», а затем вновь на остров Эгина.
Последним этапом стала тюрьма для приговорённых к смерти на острове Керкира.
Здесь Годас пробыл 3 года, твёрдо отказываясь подписать отречение от идей коммунизма, что могло спасти ему жизнь.
Никос Годас был расстрелян как коммунист в самый разгар Гражданской войны, 19 ноября 1948 года, на островке Лазарето.
Последнее его пожелание было исполнено. Он был расстрелян в красно-белой футболке «Олимпиакоса» и без повязки на глаза, «чтобы перед смертью видеть цвета своего любимого клуба».
Последними его словами перед расстрелом были слова Фидиппида «Νενικήκαμεν» (Неникикамен — Мы победили), которые он продолжил словами «Да здравствуют Олимпийские победители социализма» (Ζήτω οι ολυμπιονίκες του σοσιαλισμού).

## Память
Футбοльный клуб «Олимпиакос» отметил в ноябре 2012 года 64-ю годовщину расстрела своего футболиста.
Муниципалитет Никеи организовал в ноябре 2013 года мероприятия по случаю 65-летия со дня расстрела Никоса Годаса.
Н. Бойопулос и Д. Милакас посвятили Никосу Годаса главу в своей книге «Религия без неверных: Футбол» (Μια θρησκεία χωρίς απίστους: Ποδόσφαιρο).